# Fiat Stilo

El Fiat Stilo és un automòbil del segment C produït pel fabricant italià d'automòbils FIAT des del 2002 i presentat en el Saló de l'Automòbil de Ginebra el març de 2000. Es presenta sota tres configuracions 3 portes, 5 portes o familiar (MultiWagon). Els Stilo amb carroceries hatchback de tres i cinc portes van ser llançats al mercat l'any 2000 per a substituir el Fiat Bravo/Brava i la versió familiar denominada "Stilo MultiWagon" va aparèixer l'any 2002. El nou Fiat Bravo II, presentat en el saló de Ginebra de l'any 2007, és el successor del Fiat Stilo tot i que se segueix produït a la planta de Fiat al Brasil per al mercat sud-americà i europeu.

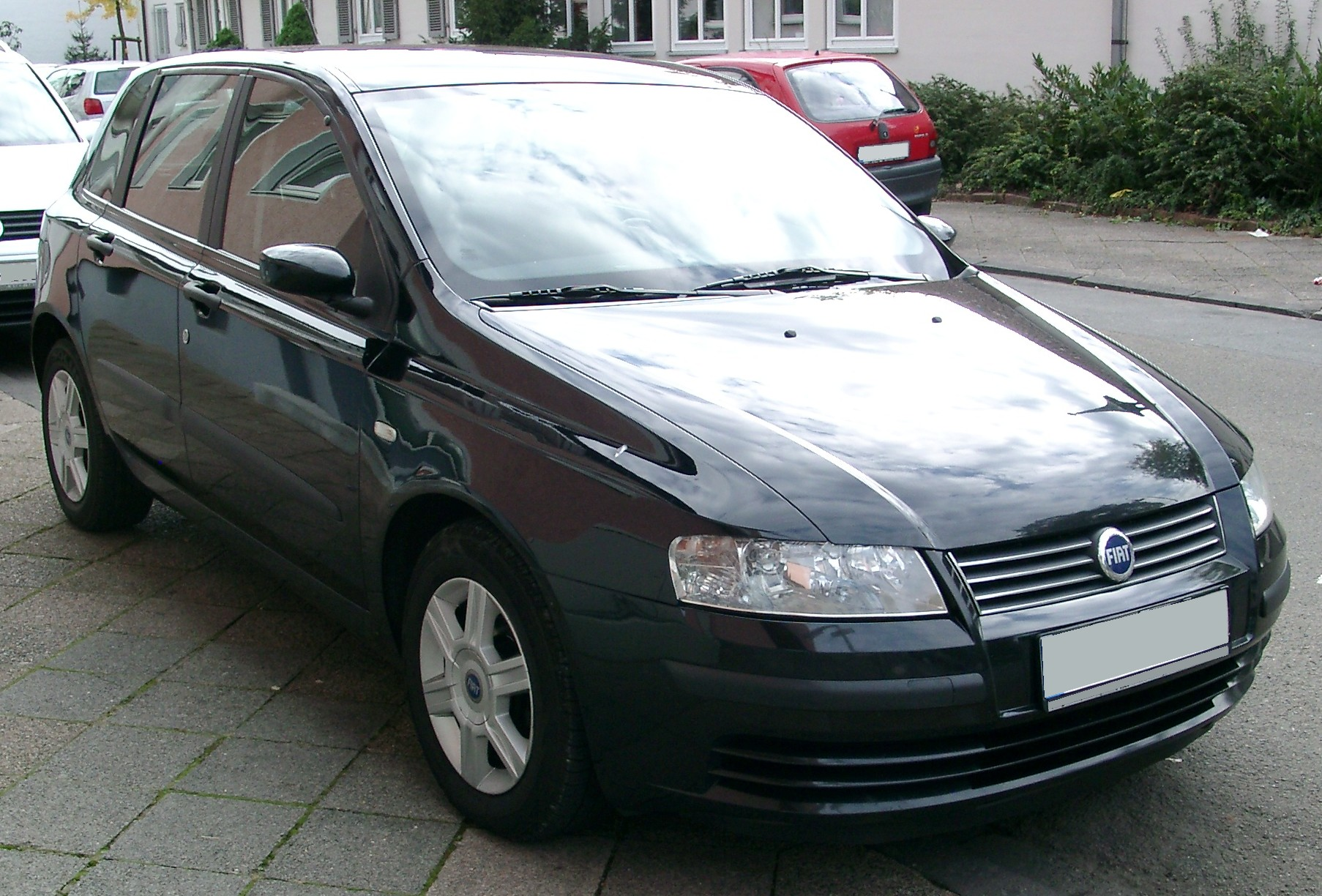
5 portes

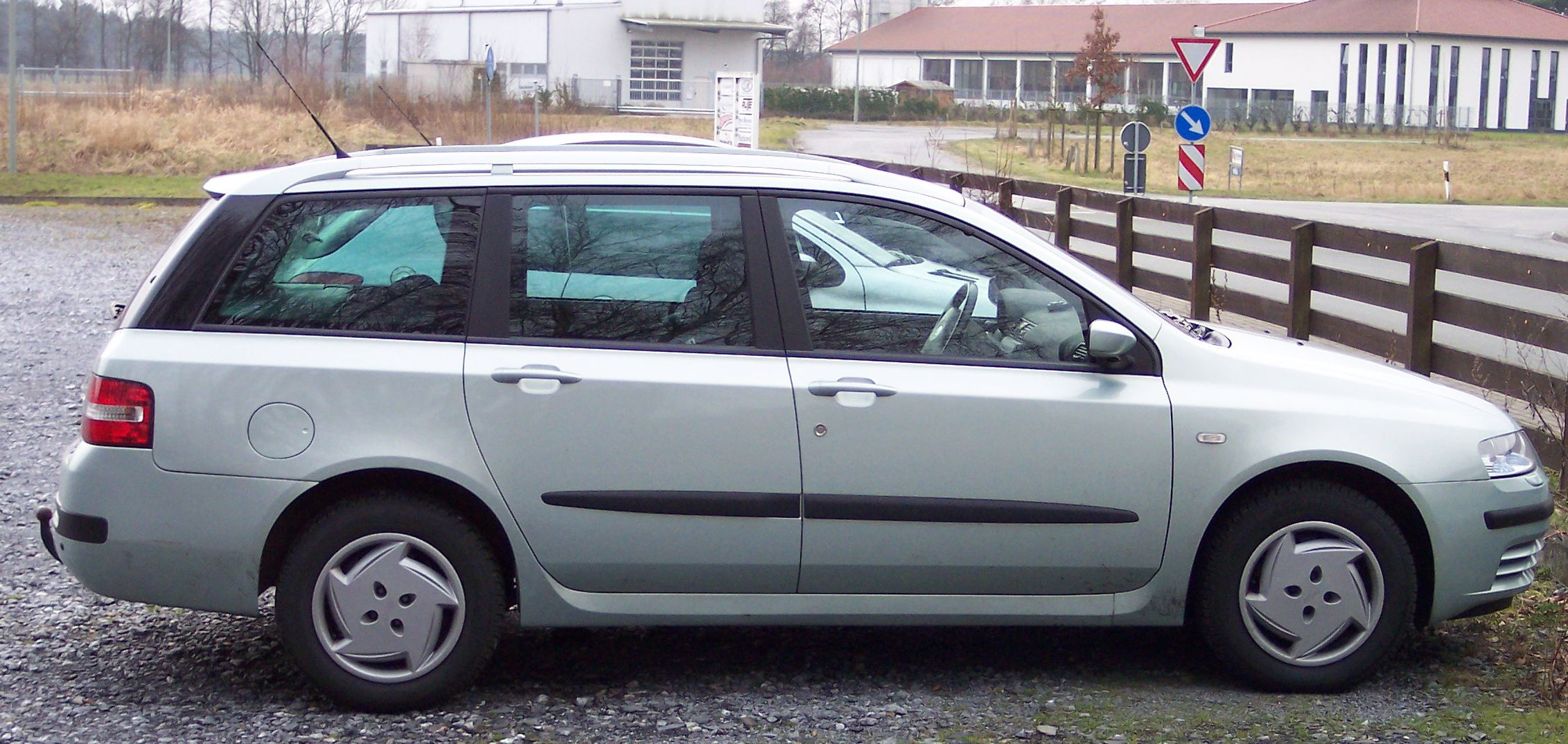
Multiwagon

## Dimensions i Capacitats
| Configuració                   | 3 portes    | 5 portes    | MultiWagon  |
| Via davantera - posterior (mm) | 1514 - 1508 | 1514 - 1508 | 1514 - 1508 |
| Coeficient Aerodinàmic Cx      | 0,315       | 0,315       | 0,320       |
| Volum del bagul (l)            | 305         | 335         | 510         |

## Seguretat
El Fiat Stilo va passar el test de seguretat Euro NCAP amb els següents resultats
- Adult ocupant =

- Infant ocupant =

- Vianant =

## Motoritzacions

### Motors diesel
| Denominació                   | 1.9 jtd 80cv.                                           | 1.9 jtd 100cv.                                                                   | 1.9 jtd 115cv.                                                                   | 1.9 multijet 120cv.                                                                       | 1.9 multijet 140cv.                                                                       | 1.9 multijet 150cv.                                                                       |
| Codi Motor                    | 192A3.000                                               | 192A9.000                                                                        | 192A1.000                                                                        | 192A8.000                                                                                 | 192A5.000                                                                                 | 937A5000                                                                                  |
| Origen                        | Fiat                                                    | Fiat                                                                             | Fiat                                                                             | Fiat                                                                                      | Fiat                                                                                      | Fiat                                                                                      |
| Potència màxima CV - kW / rpm | 80 - 59 / 4000                                          | 100 - 75 / 4000                                                                  | 116 - 85 / 4000                                                                  | 120 - 88 / 4000                                                                           | 140 - 103 / 4000                                                                          | 150 - 110 / 4000                                                                          |
| Parell màxim Nm / rpm         | 196 / 1500                                              | 200 / 2000                                                                       | 255 / 2000                                                                       | 255 / 2000                                                                                | 305 / 2000                                                                                | 305 / 2000                                                                                |
| Situació                      | davanter transversal                                    | davanter transversal                                                             | davanter transversal                                                             | davanter transversal                                                                      | davanter transversal                                                                      | davanter transversal                                                                      |
| Nombre de cilindres           | 4 en línia                                              | 4 en línia                                                                       | 4 en línia                                                                       | 4 en línia                                                                                | 4 en línia                                                                                | 4 en línia                                                                                |
| Material del bloc / culata    | ferro fos / alumini                                     | ferro fos / alumini                                                              | ferro fos / alumini                                                              | ferro fos / alumini                                                                       | ferro fos / alumini                                                                       | ferro fos / alumini                                                                       |
| Diàmetre x carrera (mm)       | 82 x 90,4                                               | 82 x 90,4                                                                        | 82 x 90,4                                                                        | 82 x 90,4                                                                                 | 82 x 90,4                                                                                 | 82 x 90,4                                                                                 |
| Cilindrada (cm3)              | 1.910                                                   | 1.910                                                                            | 1.910                                                                            | 1.910                                                                                     | 1.910                                                                                     | 1.910                                                                                     |
| Relació de compressió         | 18,45                                                   | n.d.                                                                             | 18,45                                                                            | 18                                                                                        | 18                                                                                        | 17,50                                                                                     |
| Emissions CO₂(gr/km)          | 146                                                     | 143                                                                              | 143                                                                              | 142                                                                                       | 153                                                                                       | 154                                                                                       |
| Distribució                   | 2 vàlvules per cilindre. Un arbre de lleves a la culata | 2 vàlvules per cilindre. Un arbre de lleves a la culata                          | 2 vàlvules per cilindre. Un arbre de lleves a la culata                          | 2 vàlvules per cilindre. Un arbre de lleves a la culata                                   | 4 vàlvules per cilindre. Dos arbres de lleves a la culata                                 | 4 vàlvules per cilindre. Dos arbres de lleves a la culata                                 |
| Alimentació                   | inj. directa. Conducte comú. Turbo compressor           | inj. directa. Conducte comú. Turbo compressor de geometria variable. Intercooler | inj. directa. Conducte comú. Turbo compressor de geometria variable. Intercooler | inj. directa múltiple. Conducte comú. Turbo compressor de geometria variable. Intercooler | inj. directa múltiple. Conducte comú. Turbo compressor de geometria variable. Intercooler | inj. directa múltiple. Conducte comú. Turbo compressor de geometria variable. Intercooler |

### Motors gasolina
| Denominació                   | 1.2 - 16v.                                                | 1.4 - 16v.                                                | 1.6 - 16v.                                                | 1.6 - 16v. MPI                                            | 1.8 - 16v.                                                                      | 2.4 - 20v. Abarth                                                               |
| Codi Motor                    | 188A5.000                                                 | 199A6.000                                                 | 182B6.000                                                 | n.d.                                                      | 192A4.000                                                                       | 192A2.000                                                                       |
| Origen                        | Fiat                                                      | Fiat                                                      | Fiat                                                      | Opel                                                      | Fiat                                                                            | Fiat                                                                            |
| Període                       | 2001-2006                                                 | 2004-2008                                                 | 2001-2005                                                 | 2005-2008                                                 | 2001-2006                                                                       | 2001-2006                                                                       |
| Potència màxima CV - kW / rpm | 80 - 59 / 5000                                            | 95 - 70 / 5800                                            | 103 - 76 / 5750                                           | 105 - 77 / 6200                                           | 133 - 98 / 6400                                                                 | 170 - 125 / 6000                                                                |
| Parell màxim Nm / rpm         | 114 / 4000                                                | 128 / 4500                                                | 145 / 4000                                                | 150 / 3900                                                | 162 / 3500                                                                      | 221 / 3500                                                                      |
| Situació                      | davanter transversal                                      | davanter transversal                                      | davanter transversal                                      | davanter transversal                                      | davanter transversal                                                            | davanter transversal                                                            |
| Nombre de cilindres           | 4 en linea                                                | 4 en linea                                                | 4 en linea                                                | 4 en linea                                                | 4 en linea                                                                      | 5 en linea                                                                      |
| Material del bloc / culata    | ferro fos / alumini                                       | ferro fos / alumini                                       | ferro fos / alumini                                       | ferro fos / alumini                                       | ferro fos / alumini                                                             | ferro fos / alumini                                                             |
| Diàmetre x carrera (mm)       | 70,8 x 78,9                                               | 72 x 84                                                   | 80,5 x 78,4                                               | 79 x 81,5                                                 | 82 x 82,7                                                                       | 83 x 90,4                                                                       |
| Cilindrada (cm3)              | 1.242                                                     | 1.368                                                     | 1.596                                                     | 1.598                                                     | 1.747                                                                           | 2.446                                                                           |
| Relació de compressió         | 10,6                                                      | 11,2                                                      | 10,5                                                      | 10,5                                                      | 10,3                                                                            | 10,5                                                                            |
| Emissions CO2(gr/km)          | 155                                                       | 160                                                       | 176                                                       | 165                                                       | 194                                                                             | 233                                                                             |
| Distribució                   | 4 vàlvules per cilindre. Dos arbres de lleves a la culata | 4 vàlvules per cilindre. Dos arbres de lleves a la culata | 4 vàlvules per cilindre. Dos arbres de lleves a la culata | 4 vàlvules per cilindre. Dos arbres de lleves a la culata | 4 vàlvules per cilindre. Dos arbres de lleves a la culata. Distribució Variable | 4 vàlvules per cilindre. Dos arbres de lleves a la culata. Distribució Variable |
| Alimentació                   | inj. indirecta multipunt seqüencial                       | inj. indirecta                                            | inj. indirecta multipunt seqüencial                       | inj. indirecta multipunt seqüencial. Admissió variable    | inj. indirecta multipunt seqüencial. Admissió variable                          | inj. indirecta multipunt seqüencial. Admissió de longitud variable              |